# Aleksander Brückner

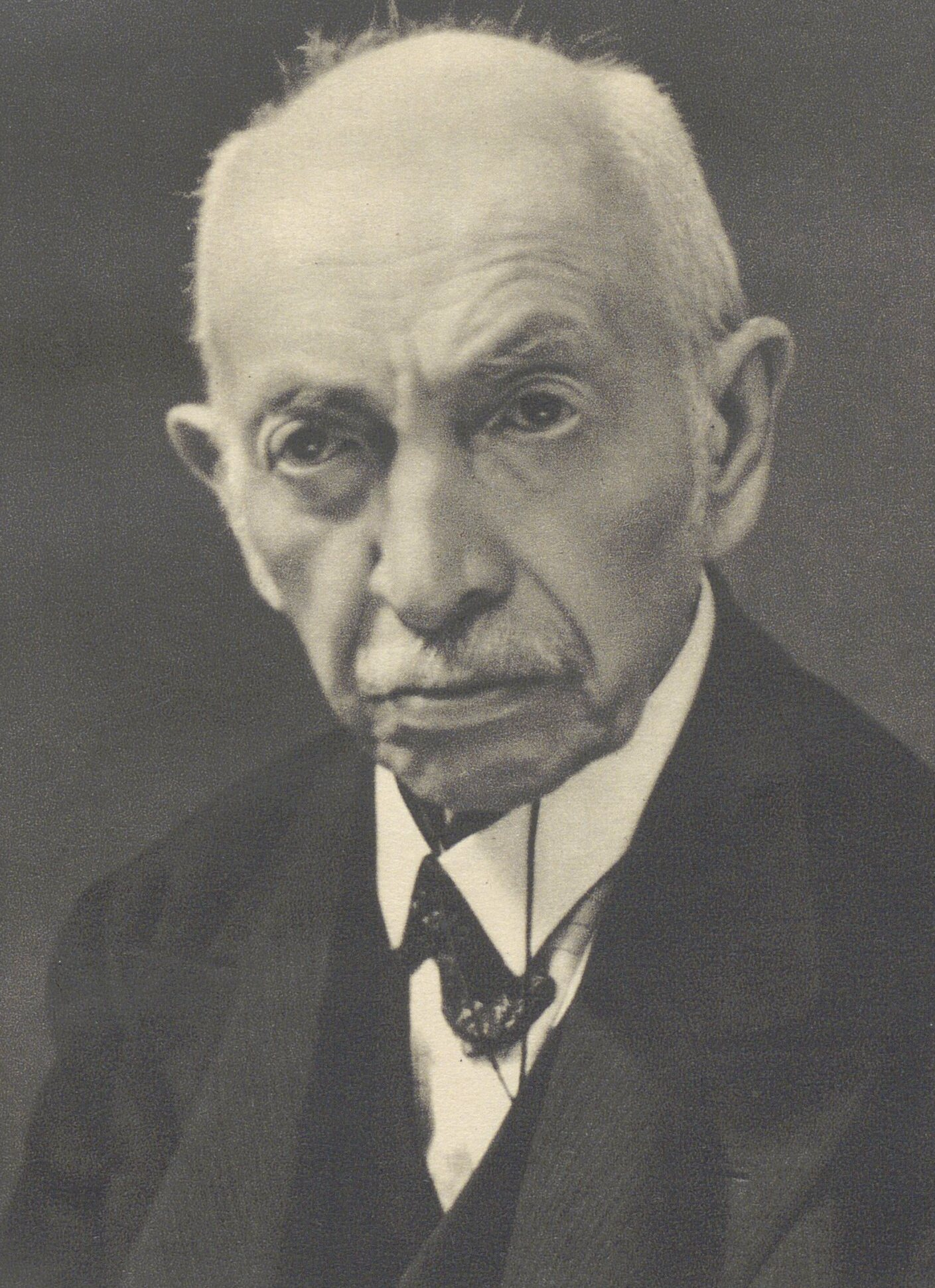
Aleksander Brückner im Jahre 1939

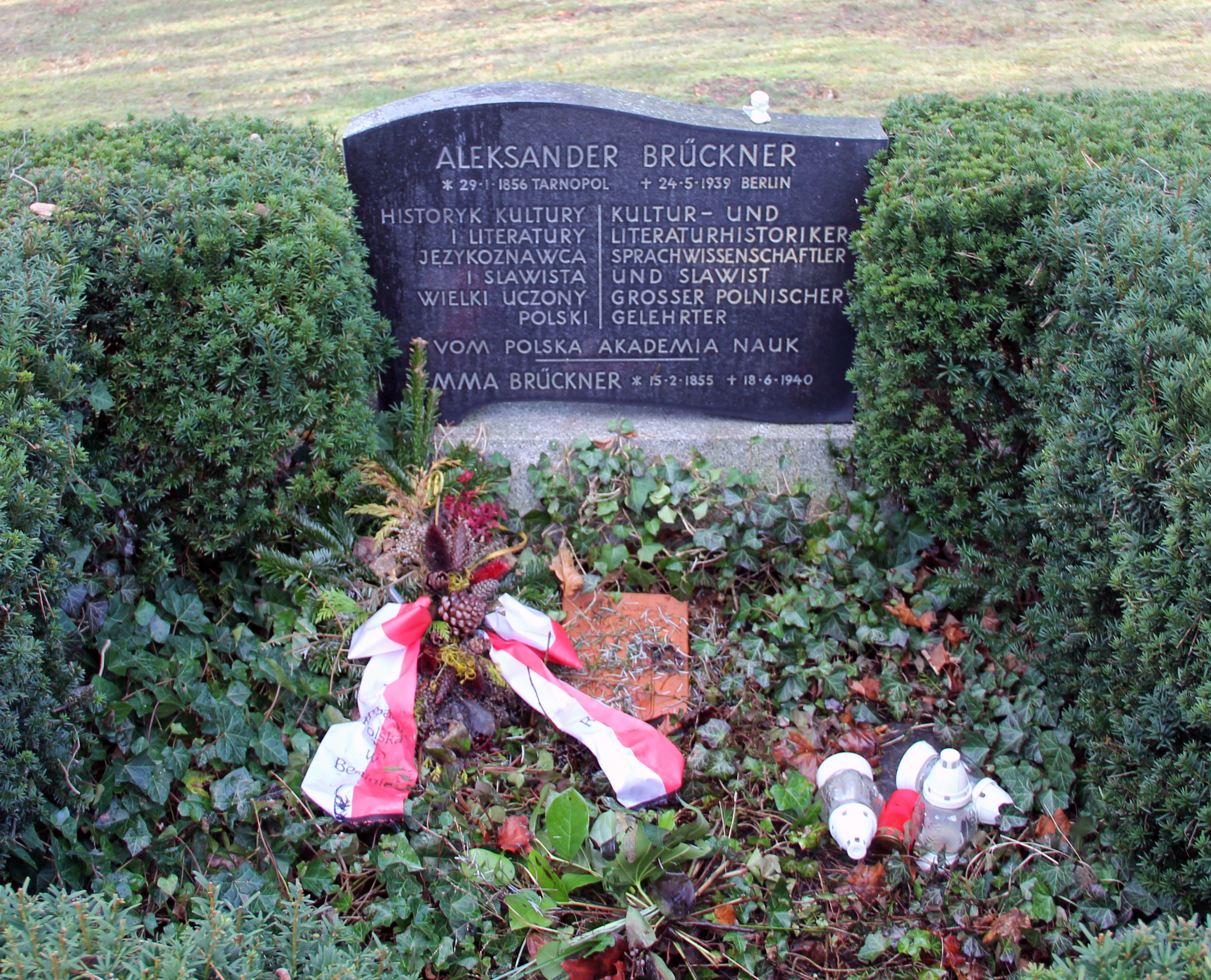
Ehrengrab, Gottlieb-Dunkel-Straße 27, in Berlin-Tempelhof

Alexander Brückner (polnisch Aleksander Brückner; * 29. Januar 1856 in Brzeżany bei Tarnopol, Galizien im damaligen Kaisertum Österreich; † 24. Mai 1939 in Berlin) war ein polnischer Professor der Slawistik an der Universität Berlin.

## Leben
Brückner wurde im Kaisertum Österreich geboren und studierte von 1872 bis 1876 Philosophie in Lemberg, erhielt 1876 seinen Doktorgrad in Wien und begann im gleichen Jahr Studien der Slawistik, die zu dieser Zeit noch ein Teilgebiet der Indogermanistik war, in Leipzig und Berlin unter Vatroslav Jagić.
1877 widmete er sein Werk Die Slavischen Fremdwörter im Litauischen seinem „hochvererten lerer August Leskien“.
1878 habilitierte er in Wien und wurde Privatdozent in Lemberg.
1881 zog er nach Berlin und nahm eine Dozentenstelle für Slawische Sprache und Literatur in Berlin an. Diese wurde 1892 zu einer ordentlichen Professur erhoben. 1889/90 wurde ihm von seiner Universität eine Studienreise zur Sammlung von slawischer Sprachliteratur finanziert, wobei er reichlich Material für seine vielseitigen Werke erhielt. 1889 wurde er korrespondierendes Mitglied der Russischen Akademie der Wissenschaften in Sankt Petersburg. 1902 wurde er zum auswärtigen Mitglied der Böhmischen Kaiser Franz Josephs-Akademie für Wissenschaften, Literatur und Kunst in Prag gewählt.
Brückner war 44 Jahre für die Berliner Universität tätig. Er wurde während seiner Berliner Zeit vom polnischen Politiker und Literaten Wilhelm Feldman beeinflusst. Feldman bat Brückner um Widerstand gegen den Ersten Weltkrieg, woraufhin dieser im Oktober 1914 in einem Brief auf Feldmans Bitte reagierte:

„Ich habe nicht vor, mich der Gesellschaft als ungebetener Mentor aufzuzwingen, umso weniger, als ich mich bisher von jeglicher politischen Tätigkeit ferngehalten und mich weder mit Abgeordneten noch sonst jemandem getroffen habe. Sie [Feldman] sind ein politischer Aktivist, eine herausgehobene Parteigröße, es ist Ihre Berufung. […] Bei mir ist das ganz anders. Die Berliner Polen und die anderen würden nur lachen, wenn ich meine bisherige absolute Reserviertheit aufgäbe […]“

Brückner blieb politischen Aktivitäten fern, beklagte aber „die völlige deutsche Gleichgültigkeit gegenüber allem, was polnisch ist.“
Nach dem Ersten Weltkrieg lehnte er Angebote aus Warschau, Posen und Wilna ab. Auch nach seiner Emeritierung 1924 setzte er seine wissenschaftlichen Studien in Berlin fort.
Brückners Tätigkeitsfeld war sehr umfassend: Er befasst sich nicht nur mit slawischer Philologie, sondern auch mit Sprachwissenschaft, Literatur, Kulturgeschichte, Folklore, vorchristlichen Religionen, Archäologie und anderem. Die Publikationsliste umfasst über 1.800 Positionen.
Brückner, der durch seine langjährige Tätigkeit einen wichtigen Beitrag zur Anerkennung der Slawistik als eigenständigem Forschungszweig leistete, veröffentlichte zahlreiche Werke in deutscher Sprache. Er gehört zu den Wenigen, welche in der Societas Jablonoviana in Leipzig zwei Preisschriften veröffentlichen konnten.
Sein Nachfolger Max Vasmer hielt im Mai 1939 eine Gedenkrede zu Brückners Bestattung auf dem Tempelhofer Parkfriedhof. Sein Grab wurde 1992 als Ehrengrab der Stadt Berlin gewidmet. 2023 wurden seine sterblichen Überreste exhumiert und auf dem Friedhof Rakowicki in Krakau erneut bestattet.

## Werke in deutscher Sprache (Auswahl)
- Die Slavischen Fremdwörter im Litauischen, Alexander Brückner, Hermann Böhlau, Weimar 1877, gewidmet August Leskien
- Randglossen zur kaschubischen Frage, Archiv für slavische Philologie 1899
- Geschichte der russischen Literatur, Leipzig 1905 (Digitalisat)
- Russische Literaturgeschichte, 2 Bd., Berlin/Leipzig 1919
- Polnische Literaturgeschichte, Berlin/Leipzig 1920
- Geschichte der polnischen Literatur, Leipzig 1922
- Die Slaven. Religionsgeschichtliches Lesebuch, Tübingen 1926

## Sonstiges
Die Universitäten Halle-Wittenberg und Jena haben am 25. März 2013 einen Fördervertrag mit der Stiftung für deutsch-polnische Zusammenarbeit unterzeichnet. An der Martin-Luther-Universität Halle-Wittenberg und der Friedrich-Schiller-Universität Jena entsteht das Aleksander-Brückner-Zentrum für Polenstudien. Die Stiftung für deutsch-polnische Zusammenarbeit fördert die Einrichtung des Forschungszentrums mit jährlich 150.000 Euro für zunächst drei Jahre; eine Verlängerung der Förderung um weitere zwei Jahre ist möglich.
Nach Brückner wurden mehrere Straßen in Polen ulica Aleksandra Brücknera benannt, so in den Großstädten Krakau und Tschenstochau sowie die aleja Aleksandra Brücknera in Breslau.